# Saltos ornamentais no Campeonato Mundial de Esportes Aquáticos de 2015 - Trampolim 3 m sincronizado misto
A prova de trampolim 3 m sincronizado misto dos saltos ornamentais no Campeonato Mundial de Esportes Aquáticos de 2015 foi realizada no dia 2 de agosto em Cazã na Rússia.

## Medalhistas
| Ouro                        | Prata                                          | Bronze                                    |
| China · Wang Han · Yang Hao | Canadá · Jennifer Abel · François Imbeau-Dulac | Itália · Tania Cagnotto · Maicol Verzotto |

## Resultados
Esses foram os resultados da competição. 
| Pos.              | Nacionalidade  | Saltadores                          | Pontos |
| ----------------- | -------------- | ----------------------------------- | ------ |
| Medalha de ouro   | China          | Wang Han Yang Hao                   | 339.90 |
| Medalha de prata  | Canadá         | Jennifer Abel François Imbeau-Dulac | 317.01 |
| Medalha de bronze | Itália         | Tania Cagnotto Maicol Verzotto      | 315.30 |
| 4                 | Austrália      | Grant Nel Maddison Keeney           | 310.02 |
| 5                 | México         | Dolores Hernández Rommel Pacheco    | 308.40 |
| 6                 | Rússia         | Maria Polyakova Ilia Molchanov      | 306.27 |
| 7                 | Malásia        | Ng Yan Yee Muhammad Puteh           | 291.42 |
| 8                 | Alemanha       | Timo Barthel Christina Wassen       | 287.94 |
| 9                 | Estados Unidos | Abigail Johnston Jordan Windle      | 287.70 |
| 10                | Suíça          | Guillaume Dutoit Jessica Favre      | 284.34 |
| 11                | Nova Zelândia  | Elizabeth Cui Liam Stone            | 277.86 |
| 12                | Colômbia       | Diana Pineda Sebastián Villa        | 266.22 |
| 13                | Brasil         | Ian Matos Juliana Veloso            | 249.60 |